# Danièle Hérin
Danièle Hérin (ur. 14 stycznia 1947 r. w Carcassonne) – francuska polityk reprezentująca partię La République En Marche! W wyborach parlamentarnych w czerwcu 2017 r. została wybrana do francuskiego Zgromadzenia Narodowego, w którym reprezentuje departament Aude.